# Беняса (комуна, Джурджу)
Беняса (рум. Băneasa) — комуна у повіті Джурджу в Румунії. До складу комуни входять такі села (дані про населення за 2002 рік):
- Беняса (3453 особи) — адміністративний центр комуни
- П'єтреле (1286 осіб)
- Сфинту-Георге (314 осіб)
- Фрасіну (621 особа)

Комуна розташована на відстані 43 км на південь від Бухареста, 18 км на північний схід від Джурджу.

## Населення
За даними перепису населення 2002 року у комуні проживали 5674 особи.
Національний склад населення комуни:
| Національність | Кількість осіб | Відсоток |
| -------------- | -------------- | -------- |
| румуни         | 5556           | 97,9%    |
| цигани         | 115            | 2,0%     |
| турки          | 3              | 0,1%     |

Рідною мовою назвали:
| Мова      | Кількість осіб | Відсоток |
| --------- | -------------- | -------- |
| румунська | 5623           | 99,1%    |
| циганська | 48             | 0,8%     |
| турецька  | 3              | 0,1%     |

Склад населення комуни за віросповіданням:
| Релігія            | Кількість осіб | Відсоток |
| ------------------ | -------------- | -------- |
| православні        | 5426           | 95,6%    |
| адвентисти         | 160            | 2,8%     |
| бретрени           | 32             | 0,6%     |
| лютерани           | 29             | 0,5%     |
| баптисти           | 18             | 0,3%     |
| мусульмани         | 4              | 0,1%     |
| римо-католики      | 2              | < 0,1%   |
| греко-католики     | 1              | < 0,1%   |
| атеїсти            | 1              | < 0,1%   |
| не вказали релігію | 1              | < 0,1%   |

## Зовнішні посилання
- Дані про комуну Беняса на сайті Ghidul Primăriilor [Архівовано 15 травня 2012 у Wayback Machine.]